# Yut Uk'Um
Yut Uk'Um är en ort i Mexiko.   Den ligger i kommunen Chamula och delstaten Chiapas, i den sydöstra delen av landet, 700 km öster om huvudstaden Mexico City. Yut Uk'Um ligger 1 869 meter över havet och antalet invånare är 448.
Terrängen runt Yut Uk'Um är huvudsakligen kuperad, men åt sydost är den bergig. Runt Yut Uk'Um är det ganska tätbefolkat, med 134 invånare per kvadratkilometer. Närmaste större samhälle är San Cristóbal de las Casas, 14,5 km söder om Yut Uk'Um. Omgivningarna runt Yut Uk'Um är en mosaik av jordbruksmark och naturlig växtlighet.